# Pygopodidae
Pygopodidae é uma família de répteis Squamata incluída na Infraordem Gekkota. São conhecidas 46 espécies, divididas em 7 gêneros. Os lagartos dessa família possuem corpo alongado e delgado, com patas reduzidas ou ausentes. O corpo serpentiforme os fazem parecer com uma serpente. Entretanto, diferentemente das cobras, possuem membrana timpânica externa e língua achatada e não bífida. São encontrados na Austrália e Nova Guiné.

## Classificação
- Subfamília Pygopodinae
  - Género Paradelma
  - Género Pygopus
  - Género Delma

- Subfamília Lialisinae
  - Tribo Lialisini
    - Género Lialis

  - Tribo Aprasiaini
    - Subtribo Pletholaxini
      - Género Pletholax

    - Subtribus Aprasiaini
      - Género Ophidiocephalus
      - Género Aprasia